# Стара фортеця (Ліворно)
Стара Фортеця (іт. Fortezza Vecchia) — це фортифікаційна споруда на березі порту Медічі в італійському місті Ліворно.
Фортеця, що протягом віків зазнавала численних змін і перебудов, віддзеркалює собою всю історію міста від його зародження аж до наших днів.

## Історія

### Витоки

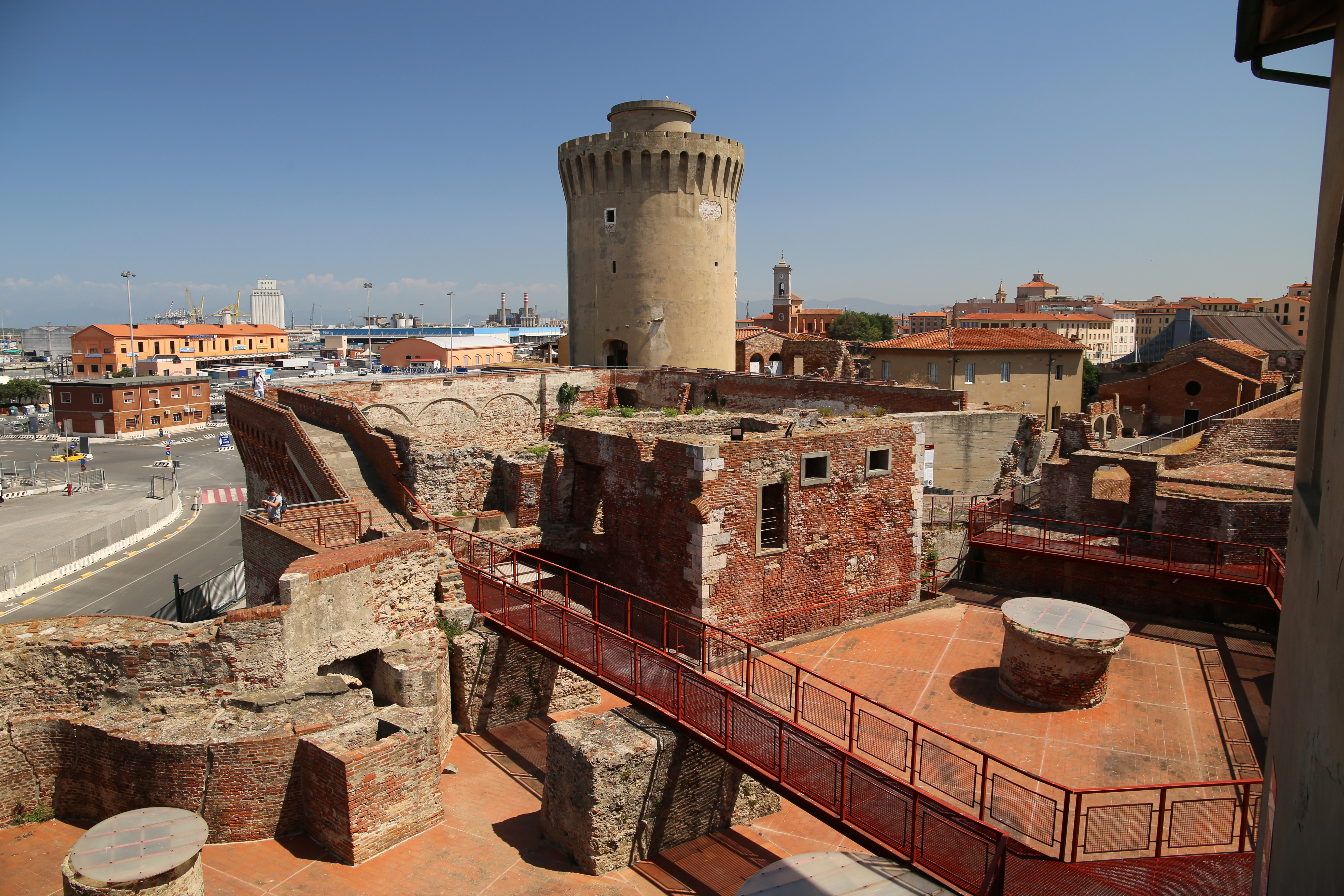
Квадратура деї Пізані, залишки квадратної вежі та башти Матильди

Територія, на якій зараз стоїть Стара Фортеця, була заселена з праісторичних часів. Рештки деяких з поселень, що розміщувались в цій зоні, збереглися і до наших днів — наприклад, залишки будівель, що датуються перехідним періодом між Бронзовою і Залізною добою, зверху яких знаходиться шар знахідок етруського та римського періодів . 
У середні віки основу фортеці складала квадратна вежа, розташованої на краю Порто Пізано — великого порту, що простягався між Пізою та тоді ще селом Ліворно. Згодом, на незначній відстані від першої, була зведена друга вежа, яка, за легендою, була побудована за волею Матильди ді Каносса, хоча це не підтверджено жодними реальними історичними свідченнями. У другій половині чотирнадцятого століття дві вежі з'єднали стіною, зведеною на замовлення Пізанської республіки, так званою " Квадратурою деї Пізані " (або «Рокка Нуова») — ймовірно, її збудували замість старого дерев'яного частоколу, що стояв там раніше.
Квадратура деї Пізані була зведена приблизно в 1377 році, хоча деякі історики відносять її зведення до періоду будівництва стін замку Ліворно (1392). Її також називали «Rocca Nuova», щоб відрізнити її від «Rocca Vecchia», квадратного укріплення неподалік від нинішньої Старої фортеці, в районі, де зараз стоїть Пам'ятник чотирьом маврам . За деякими даними, її побудували пізанці Пуччо ді Ландуччо та Франческо ді Джованні Джордані. Разом із сусідньою баштою Матільди вона служила цитаделлю на морі для захисту південного входу до того, що залишилося від закритого Порто Пізано та сусідньої Кала Лаброніка (Памільоне). Тому тут розташовувався портовий гарнізон, а пізніше він був включений до фортеці Векк'я.
Квадратура являла собою укріплення майже квадратної форми розмірами приблизно 25x25x28x18 і складалася з низки житлових приміщень і споруд, які використовувалися як склади. Цегляні стіни, які можна побачити й сьогодні, були облаштовані бойовими ходами у верхній частині оборонної стіни.

### Фортеця

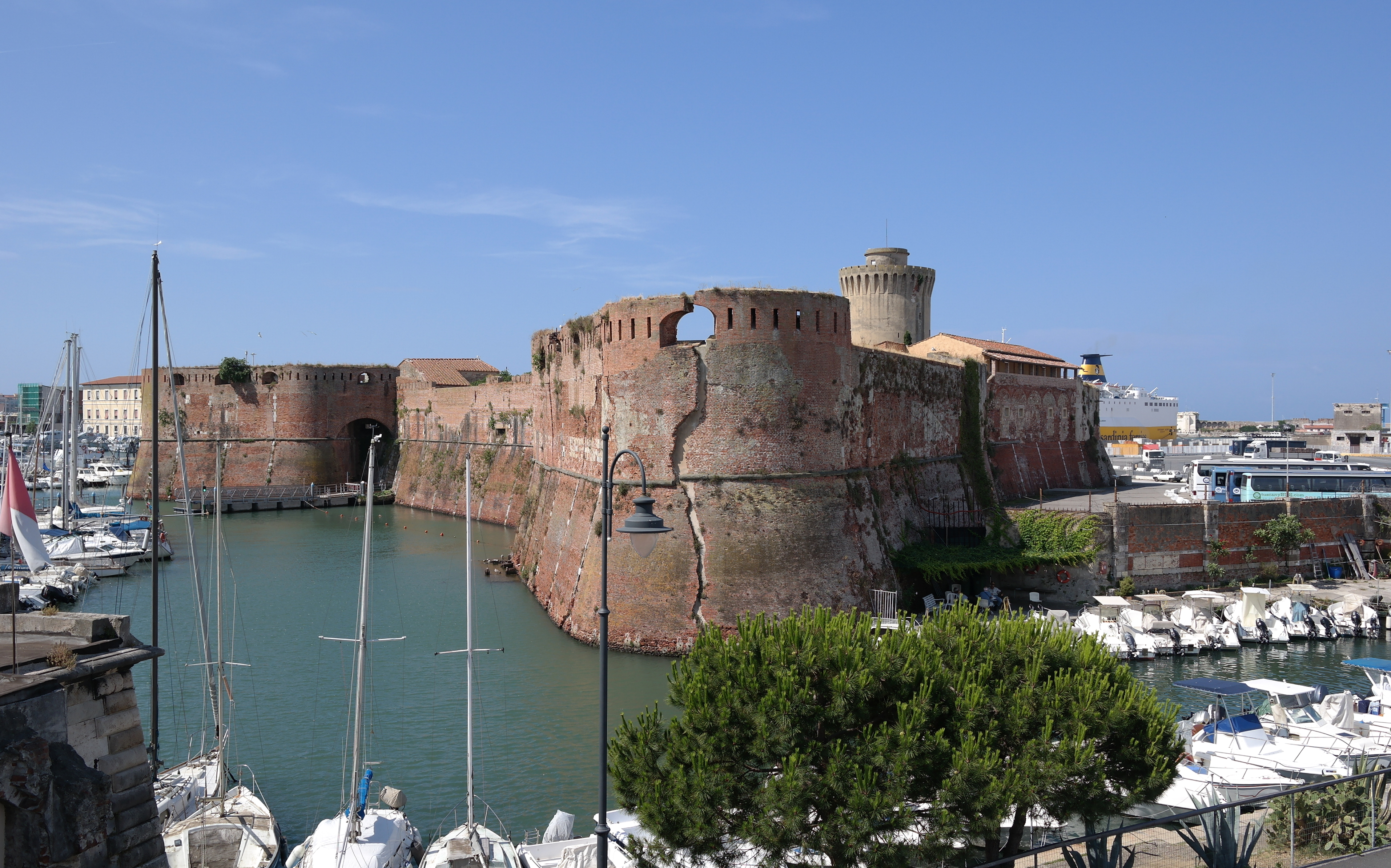
Бастіон Капітана та Башта Матильди

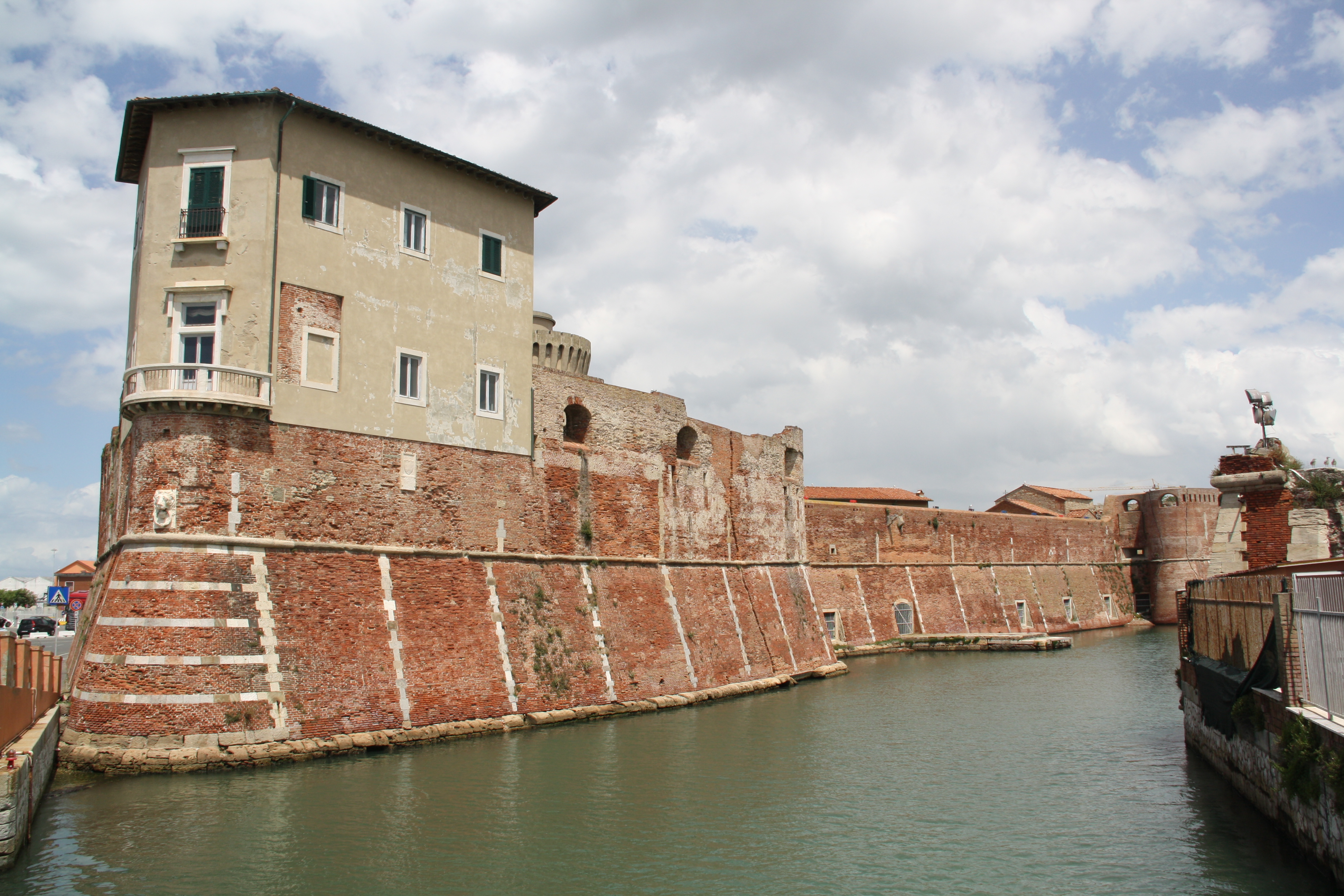
Бастіон Канавілья

Сама ж споруда фортеці датується 16 століттям, коли Медічі, що стали повноправними господарями замку Ліворно, почали фундаментальну перебудову існуючих споруд. Роботи розпочалися в 1519 році за проектом Антоніо да Сангалло Старшого і закінчилися в 1534 році під керівництвом герцога Алессандро де Медічі, як повідомляється на пам'ятній плиті, яку все ще можна побачити на стінах фортеці (Alex. Med. Dux Flor. Anno D. 1534, die prima Aprilis W. Semper).
Кілька років потому великий герцог Козімо I Медічі захотів побудувати на цьому місці палац, щоб він слугував йому резиденцією під час відвідувань міста. Споруда, будівництво якої завершилось приблизно в 1546 році, розміщувалась над «Квадратурою деї Пізані» і своїм величним виглядом задавала стиль усій фортеці. Великий герцог також хотів побудувати резиденцію для своєї свити за межами Старої фортеці (теперішній Палаццо Медічі).
Його наступник Франческо I наказав звести невелику будівлю з видом на море, а на протилежному боці — маленьку каплицю, присвячену святому Франциску. В 1606 році саме тут проходили урочистості, повязані з наданням Ліворно статусу міста.
Після падіння династії Медічі та відходу Великого герцогства Тосканського до Лотарингії, Стара фортеця перетворилася на місце розташування військових казарм (1769) для дворян, що служили у тосканській армії.
Частина Старої фортеці Ліворно деякий час використовувалася як в'язниця (одним з її в'язнів був Франческо Доменіко Геррацці), а згодом їбула включена в митну зону порту. Протягом років фортеця зазнавала численних модифікацій, починаючи з середини дев'ятнадцятого століття та до початку ХХ. Саме завдяки цим модифікаціям фортеці отримала нові внутрішні і зовнішні воріта.
Друга світова війна завдала споруді значної шкоди. Палаццо ді Козімо та більшість будівель на терасах були повністю зруйновані — за винятком монументальної башти Матильди, якій вдалося пережити війну бещ значних пошкоджень. У 1970-х роках було розпочато масштабну програму реставрації, що повернула містянам значну частину історичного комплексу.

## Цікаві факти

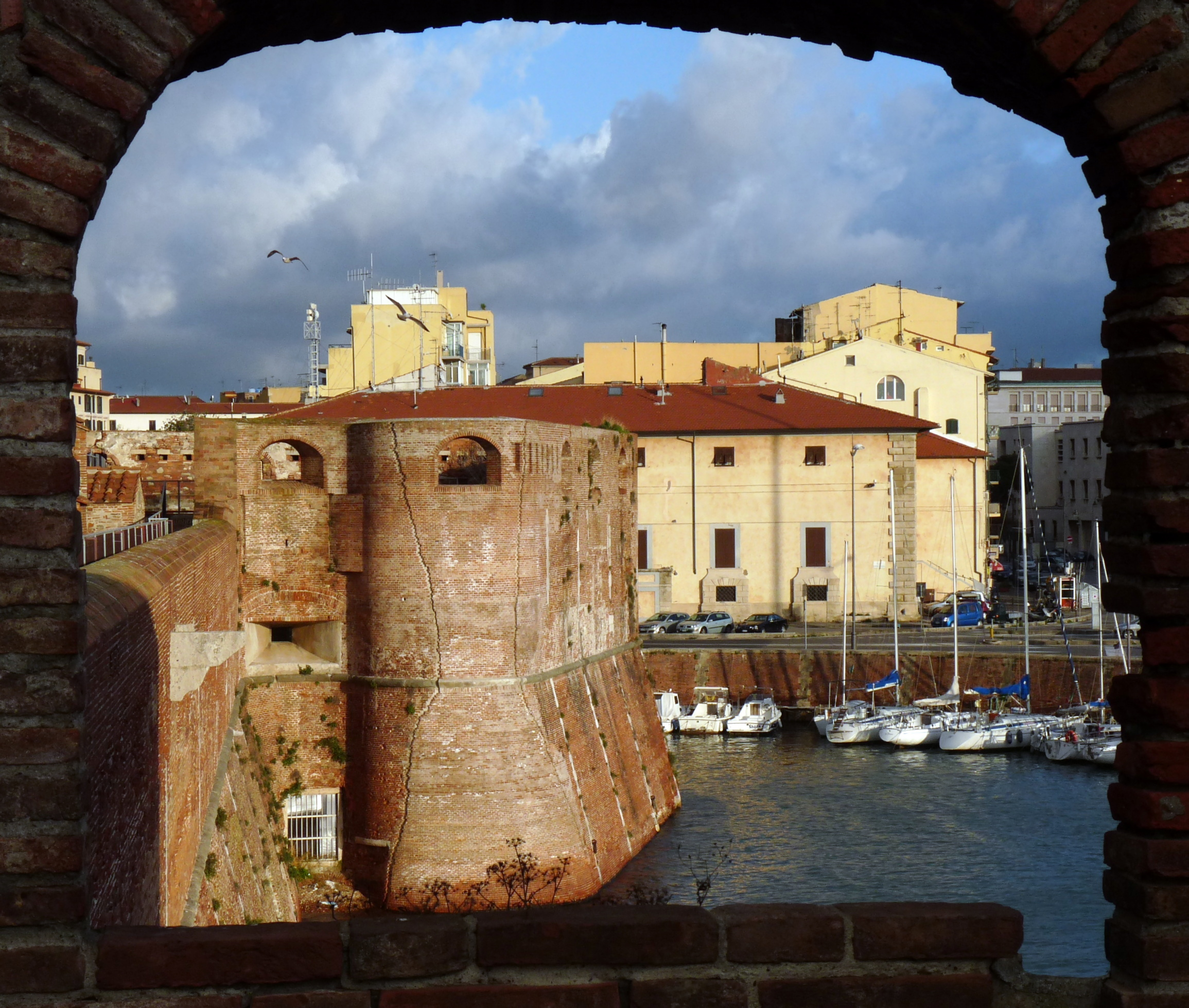
Вид на Палаццо Медічі з бастіону Канавілья

За місцевою легендою,  яку Джузеппе Віволі переповідає у своїх «Анналах», всередині фортеці було знайдено старовинну табличку з наступним текстом: «Я, Кошетто да Колле, був першим, хто піднявся на стіни Єрусалиму», що є безумовним відсиланням до Першого хрестового походу. Ця легенда є не має під собою жодного історичного підґрунтя, оскільки якби таку табличку насправді знайшли, це був би перший відомий нам напис італійською мовою. Крім того, оскільки на час хрестових походів фортецю ще не побудували, цю табличку теоретично могли знайти лише у квадратній вежі, що сьогодні становить частину Квадратури деї Пізані.